# Pteropus rufus
Espèce
Statut de conservation UICN

 VU A2acd : Vulnérable
Pteropus rufus, le Renard volant de Madagascar,, ou le Renard volant malgache ou le Renard volant roux ou la Roussette marron ou la Roussette rougeâtre ou la Roussette de Madagascar, est une espèce de chauve-souris.

## Répartition et habitat
- Répartition

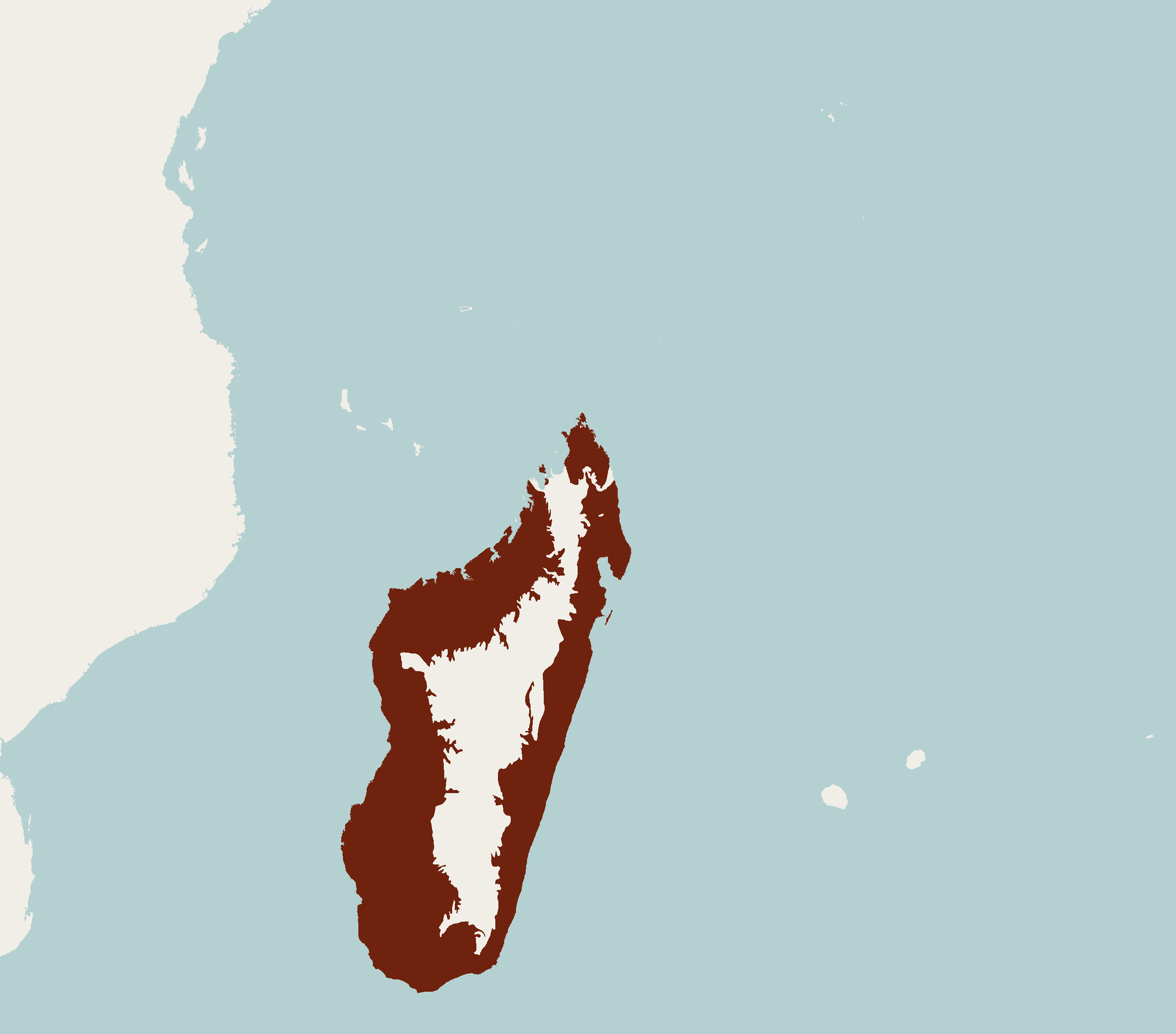
Répartition

Pteropus rufus est endémique de Madagascar.
Cette chauve-souris se rencontre principalement sur les petites îles et les zones côtières de basse altitude et est assez inhabituelle dans la zone du plateau central de Madagascar.

## Description

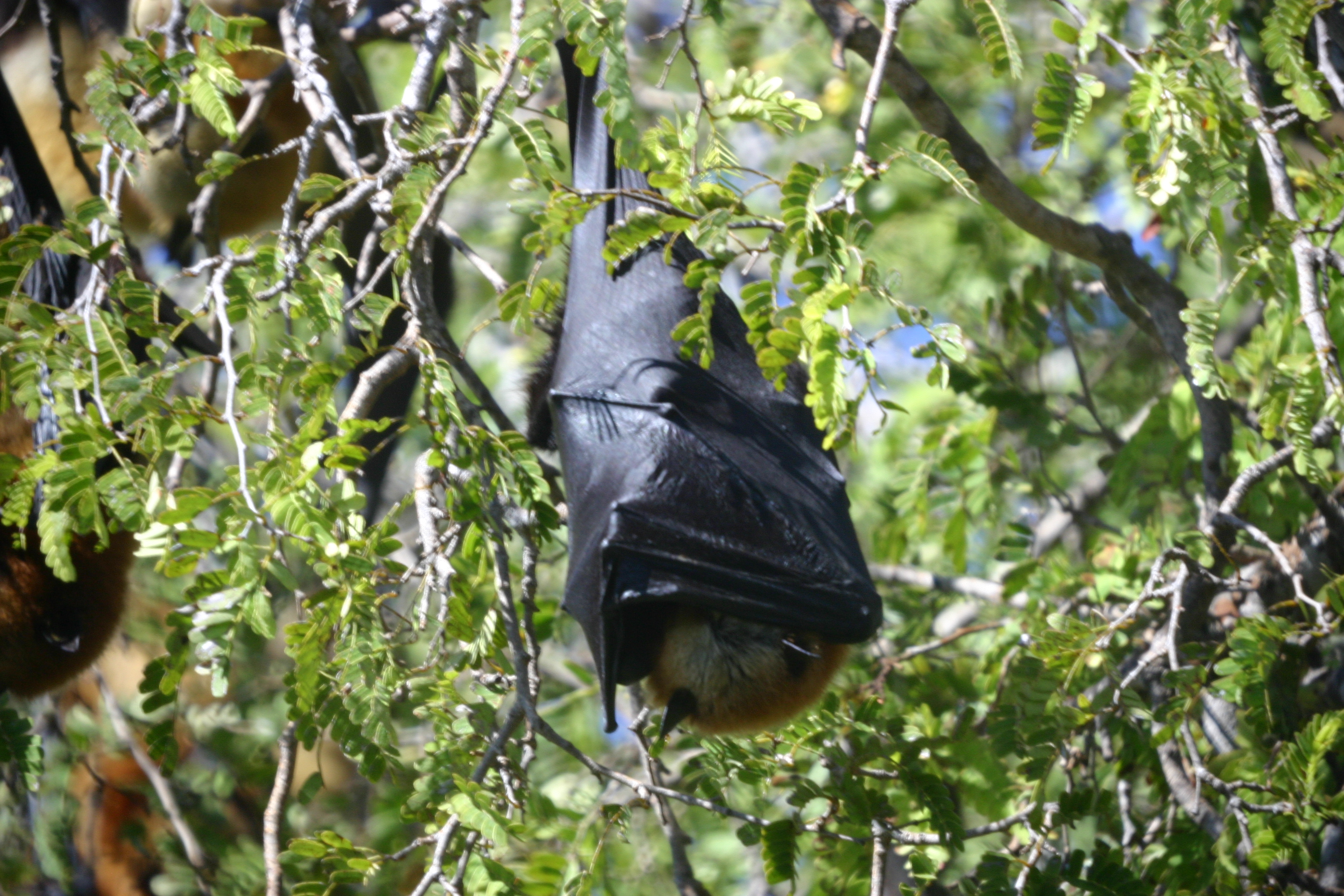
Pteropus rufus (réserve de Berenty, Madagascar)

Chez Pteropus rufus, les mâles pèsent de 650 à 750 g et les femelles de 500 à 550 g. Ce mammifère volant est l'une des chauves-souris les plus grandes au monde avec un corps de 25 cm et une envergure de 0,8 à 1 m,.
Pteropus rufus présente les caractéristiques générales du genre Pteropus avec une tête longue et étroite, conique, terminée par un museau fin, rappelant celui d'un chien, sur les côtés duquel s'ouvrent les narines. Les oreilles sont longues et glabres.
La membrane inter-fémorale est très peu étendue. Les ailes sont typiques des chauves-souris frugivores avec le second doigt onguiculé,. Il présente la particularité de ne pas posséder de queue,.
La denture présente un total de 34 dents réparties en quatre incisives verticales supérieures et inférieures, deux canines supérieures et inférieures assez fortes, dix molaires supérieures et douze molaires inférieures,. La première pré-molaire est très petite et manque parfois (32 dents).
Le pelage des parties supérieures est brun foncé,. Le cou, le dessus de la tête et les parties inférieures sont roux à jaune orangé ou jaune doré. Le museau est noir.

## Comportement
Pteropus rufus se rassemblent la journée suspendus tête en bas par grappes à des branches d'arbres dans des dortoirs.

## Alimentation
Pteropus rufus est une espèce végétarienne généraliste. Elle consomme de 59 à 65 % de fruits et notamment de gros fruits, de 17 à 35 % de fleurs et de 6 à 18 % de feuilles. Il est particulièrement friand des fruits de Tamarindus indica et des fleurs d'Agave rigidana (espèce introduite à Madagascar) qui peuvent constituer jusqu'à 90 % de son régime alimentaire. D'autres plantes comme Ficus guatteriaefolia, Syzygium sp., Terminalia fatraea, Uapaca thouarsii et Uapaca littoralis ont également une place importante dans le régime alimentaire de Pteropus rufus.

## Reproduction
Pteropus rufus s'accouple généralement en avril et en mai et la naissance d'un seul petit a lieu en octobre,.

## Écologie
Le renard volant de Madagascar aide à la dispersion des graines des plantes qu'il consomme,.

## Prédateur
Le renard volant malgache est l'une des proies du faucon Polyboroides radiatus.

## Publication originale
- Geoffroy Saint-Hilaire, E. 1803. Catalogue des mammifères du Muséum National d'Histoire Naturelle. Muséum National d'Histoire Naturelle, Paris, 272 pages p. 47.

La paternité de Pteropus rufus a fait l'objet d'une controverse taxinomique. Certains, considérant que les noms décrits dans le Catalogue des mammifères du Muséum National d'Histoire naturelle d'Étienne Geoffroy Saint-Hilaire publié en 1803 n'étaient pas disponibles, ont attribué cette paternité à  Friedrich Tiedemann (1808).
Le travail d'Étienne Geoffroy Saint-Hilaire ayant été proposé à l'inscription sur la liste officielle des travaux approuvés et disponibles à des fins de nomenclature zoologique et cette proposition acceptée et publiée par la Commission internationale de nomenclature zoologique, la paternité de Pteropus rufus revient à Étienne Geoffroy Saint-Hilaire.
Pteropus rufus pourrait n'être qu'une sous espèce de Pteropus giganteus comme Pteropus aldabrensis, Pteropus niger et Pteropus seychellensis.

## Liste des sous-espèces
- Pteropus rufus princeps Andersen, 1908 - (Sud de Madagascar)[23]
- Pteropus rufus rufus É. Geoffroy, 1803 - (Nord et partie centrale de Madagascar)[23]

Les deux sous-espèces de Pteropus listées ci-dessus sont considérées valides par certains, alors que d'autres considère qu'il n'existe pas de sous-espèce de Pteropus rufus et placent Pteropus rufus princeps en synonymie,.

## Liste des synonymes
- Pteropus edwardsii E. Geoffroy, 1810[23],[21],[3]
- Pteropus madagascariensis Oken, 1816[23],[3]
- Pteropus phaeops OKen, 1838[3]
- Pteropus phaiops Temminck, 1825[23],[21],[3]
- Pteropus princeps Andersen, 1908[21],[3]

## Pteropus rufuset l'Homme

### Menaces
Cette grande roussette est menacée par la perte de son habitat (destruction de la forêt) et par la chasse.

### Virologie
Pteropus rufus est potentiellement porteur d'enterobactéries pathogènes pour l'Homme. Cette espèce peut également être porteuse du virus Nipah.